# Bolitoglossa helmrichi
Bolitoglossa helmrichi är en groddjursart som först beskrevs av Schmidt 1936.  Bolitoglossa helmrichi ingår i släktet Bolitoglossa och familjen lunglösa salamandrar. IUCN kategoriserar arten globalt som nära hotad. Inga underarter finns listade.